# 유고슬라비아 해군
유고슬라비아 해군(세르보크로아트어: Југословенска Pатна Mорнарица)은 1945년 설립된 유고슬라비아 사회주의 연방공화국의 해군으로, 유고슬라비아 지역의 해안을 보호하는 임무를 수행했다. 해군은 주로 적의 유고슬라비아 상륙을 막고, 오트란토 해협에 진입하는 것을 막는 임무를 맡았다.
1990년에 약 10,000명의 해군과 25개의 해안 대포 부대에 약 2,500명, 해병대에는 900명이 위치해 있었다. 1992년, 유고슬라비아 해체되자, 몬테네그로 해군, 세르비아 소함대, 크로아티아 해군, 슬로베니아 해군이 유고슬라비아 해군의 장비와 배의 영유권을 주장했다.

## 같이 보기
- 세르비아 소함대